# Dolichopus vanduzeei
Dolichopus vanduzeei är en tvåvingeart som beskrevs av Charles Howard Curran 1922. Dolichopus vanduzeei ingår i släktet Dolichopus och familjen styltflugor.
Artens utbredningsområde är Alberta. Inga underarter finns listade i Catalogue of Life.